# Canton de Beaumont (Puy-de-Dôme)
Pour les articles homonymes, voir Canton de Beaumont.
Le canton de Beaumont est une circonscription électorale française située dans le département du Puy-de-Dôme et la région Auvergne-Rhône-Alpes.

## Géographie
Ce canton est organisé autour de Beaumont dans l'arrondissement de Clermont-Ferrand. Son altitude varie de 393 m (Beaumont) à 1 252 m (Saint-Genès-Champanelle) pour une altitude moyenne de 811 m.

## Histoire
Le canton de Beaumont a été créé en 1982, par scission du canton de Clermont-Ferrand-Sud-Ouest.
Son périmètre n'est pas modifié par le redécoupage des cantons de 2014.

## Représentation

### Représentation avant 2015
| Période | Période | Identité       | Étiquette             | Qualité                                                                                         |
| ------- | ------- | -------------- | --------------------- | ----------------------------------------------------------------------------------------------- |
| 1982    | 1992    | Robert Couvaud | UDF                   | Maire de Beaumont Ancien conseiller général du canton de Clermont-Ferrand-Sud-Ouest (1979-1982) |
| 1992    | 1998    | Alain Dumeil   | Groupe RPR - UDF - DL | Fonctionnaire Maire de Beaumont de 1995 à 2001                                                  |
| 1998    | 2015    | Alain Brochet  | PS                    | Cadre à la Banque de France Maire de Ceyrat de 2001 à 2014                                      |

### Représentation après 2015
| Période élective | Période élective | Mandat | Mandat   | Identité          | Nuance | Nuance | Qualité                                                                                       |
| ---------------- | ---------------- | ------ | -------- | ----------------- | ------ | ------ | --------------------------------------------------------------------------------------------- |
| 2015             | 2021             | 2015   | 2021     | Jean-Paul Cuzin   |        | DVD    | Cadre, adjoint au maire puis maire DVC (depuis 2020) de Beaumont                              |
| 2015             | 2021             | 2015   | 2021     | Anne-Marie Picard |        | LR     | Retraitée, maire de Ceyrat (depuis 2020)                                                      |
| 2021             | 2028             | 2021   | en cours | Jean-Paul Cuzin   |        | DVC    | Conseiller sortant 1er vice-président du conseil départemental chargé des moyens généraux     |
| 2021             | 2028             | 2021   | en cours | Anne-Marie Picard |        | LR     | Conseillère sortante 12e vice-présidente du conseil départemental chargée des personnes âgées |

### Résultats détaillés

#### Élections de mars 2015
À l'issue du 1er tour des élections départementales de 2015, deux binômes sont en ballottage : Jean-Paul Cuzin et Anne-Marie Picard (Union de la Droite, 34,68 %) et Eric Egli et Dominique Molle (Union de la Gauche, 22,89 %). Le taux de participation est de 50,89 % (8 144 votants sur 16 002 inscrits) contre 52,8 % au niveau départemental et 50,17 % au niveau national.
Au second tour, Jean-Paul Cuzin et Anne-Marie Picard (Union de la Droite) sont élus avec 51,6 % des suffrages exprimés et un taux de participation de 49,95 % (3 799 voix pour 7 994 votants et 16 004 inscrits).

#### Élections de juin 2021
Le premier tour des élections départementales de 2021 est marqué par un très faible taux de participation (33,26 % au niveau national). Dans le canton de Beaumont (Puy-de-Dôme), ce taux de participation est de 36,5 % (5 732 votants sur 15 702 inscrits) contre 36,11 % au niveau départemental. À l'issue de ce premier tour, deux binômes sont en ballottage : Jean-Paul Cuzin et Anne-Marie Picard (Union à droite, 38,97 %) et Brigitte Baudonnat et Jacques Cocheux (Union à gauche avec des écologistes, 33,35 %).
Le second tour des élections est marqué une nouvelle fois par une abstention massive équivalente au premier tour. Les taux de participation sont de 34,36 % au niveau national, 37,4 % dans le département et 37,54 % dans le canton de Beaumont (Puy-de-Dôme). Jean-Paul Cuzin et Anne-Marie Picard (Union à droite) sont élus avec 54,29 % des suffrages exprimés (2 934 voix pour 5 896 votants et 15 705 inscrits),,. 

## Composition
Depuis sa création, le canton de Beaumont regroupe 3 communes,.
| Nom                              | Code Insee | Intercommunalité            | Superficie (km2) | Population (dernière pop. légale) | Densité (hab./km2) | Modifier                                    |
| -------------------------------- | ---------- | --------------------------- | ---------------- | --------------------------------- | ------------------ | ------------------------------------------- |
| Beaumont (bureau centralisateur) | 63032      | Clermont Auvergne Métropole | 4,01             | 10 787 (2022)                     | 2 690              | modifier les données · modifier les données |
| Ceyrat                           | 63070      | Clermont Auvergne Métropole | 9,35             | 6 548 (2022)                      | 700                | modifier les données · modifier les données |
| Saint-Genès-Champanelle          | 63345      | Clermont Auvergne Métropole | 51,58            | 3 974 (2022)                      | 77                 | modifier les données · modifier les données |
| Canton de Beaumont               | 6304       |                             | 64,94            | 21 309 (2022)                     | 328                | modifier les données                        |

## Démographie

### Démographie avant 2015
| 1962  | 1968   | 1975   | 1982   | 1990   | 1999   | 2006   | 2011   |
| ----- | ------ | ------ | ------ | ------ | ------ | ------ | ------ |
| 9 729 | 11 186 | 13 172 | 14 758 | 17 213 | 19 022 | 19 675 | 19 568 |

### Démographie depuis 2015
En 2022, le canton comptait 21 309 habitants, en évolution de +2,09 % par rapport à 2016 (Puy-de-Dôme : +2,1 %, France hors Mayotte : +2,11 %).
| 2013   | 2018   | 2022   |
| ------ | ------ | ------ |
| 20 153 | 20 824 | 21 309 |